# Chamois (Missouri)
Chamois è un comune degli Stati Uniti d'America, situato nello Stato del Missouri, nella contea di Osage.